# Gulf Oil
Gulf Oil war ein 1901 gegründeter, global operierender Erdölkonzern, der 1984 mit Chevron fusionierte. Der Markenname existiert unter verschiedenen Besitzverhältnissen bis heute.

## Geschichte
Ab den frühen 1920er Jahren baute das Unternehmen in Maracaibo-See in Venezuela Erdöl ab und bestimmte die Mineralölgesetzgebung des südamerikanischen Landes maßgeblich mit. Als achtgrößtes US-amerikanisches Herstellerunternehmen im Jahre 1941 und neuntgrößtes 1979 war die Gulf Oil eine der sogenannten Seven Sisters und hatte ihren Hauptsitz in Pittsburgh, Pennsylvania. Der Gulf Tower ist ein Art-déco-Wolkenkratzer in Pittsburgh, welcher bis 1970 das höchste Gebäude in der Stadt war. Die Gulf Oil Corporation (GOC) fusionierte 1984 mit Standard Oil of California (bekannt als SOCAL oder Chevron).

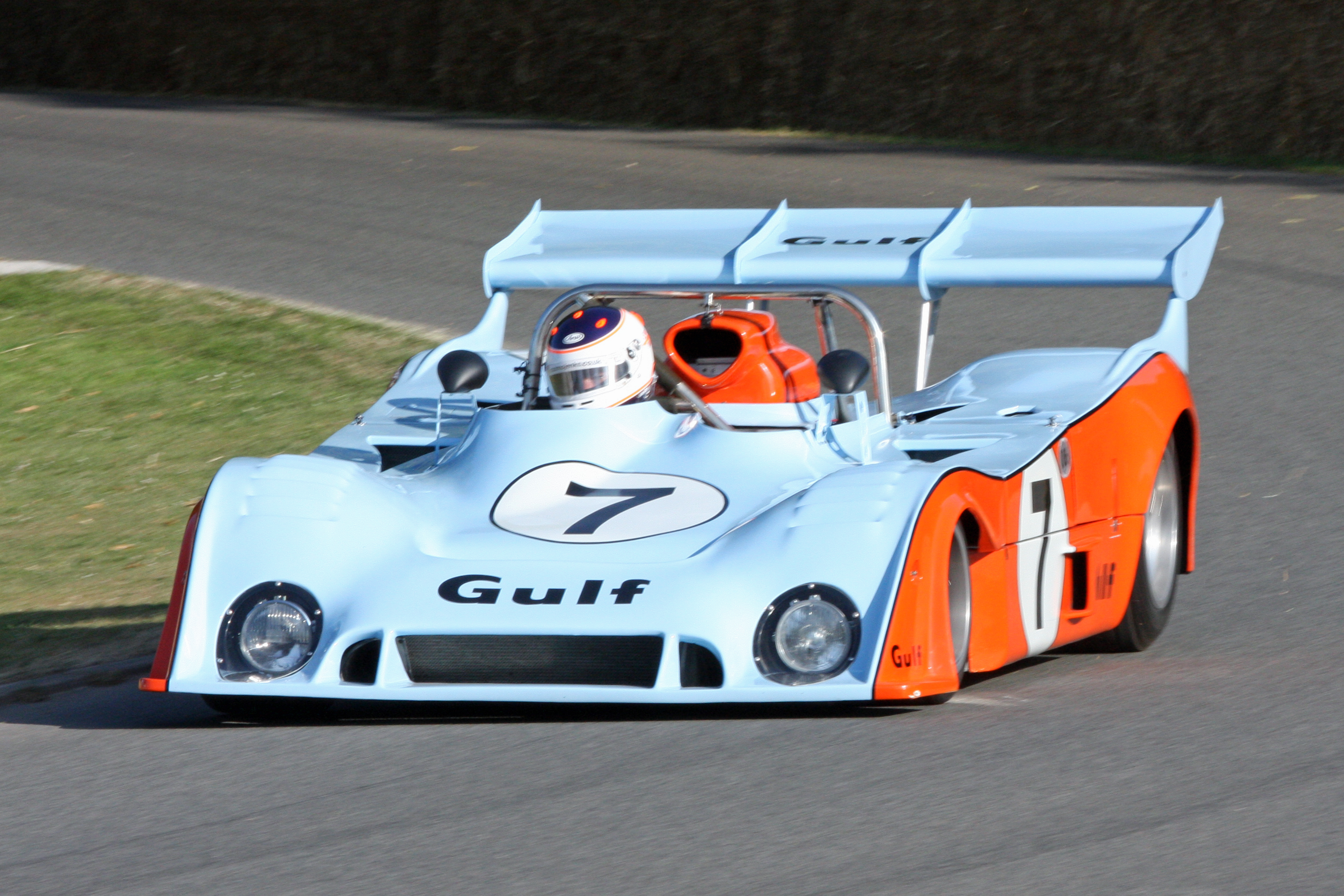
Gulf GR7 von 1973

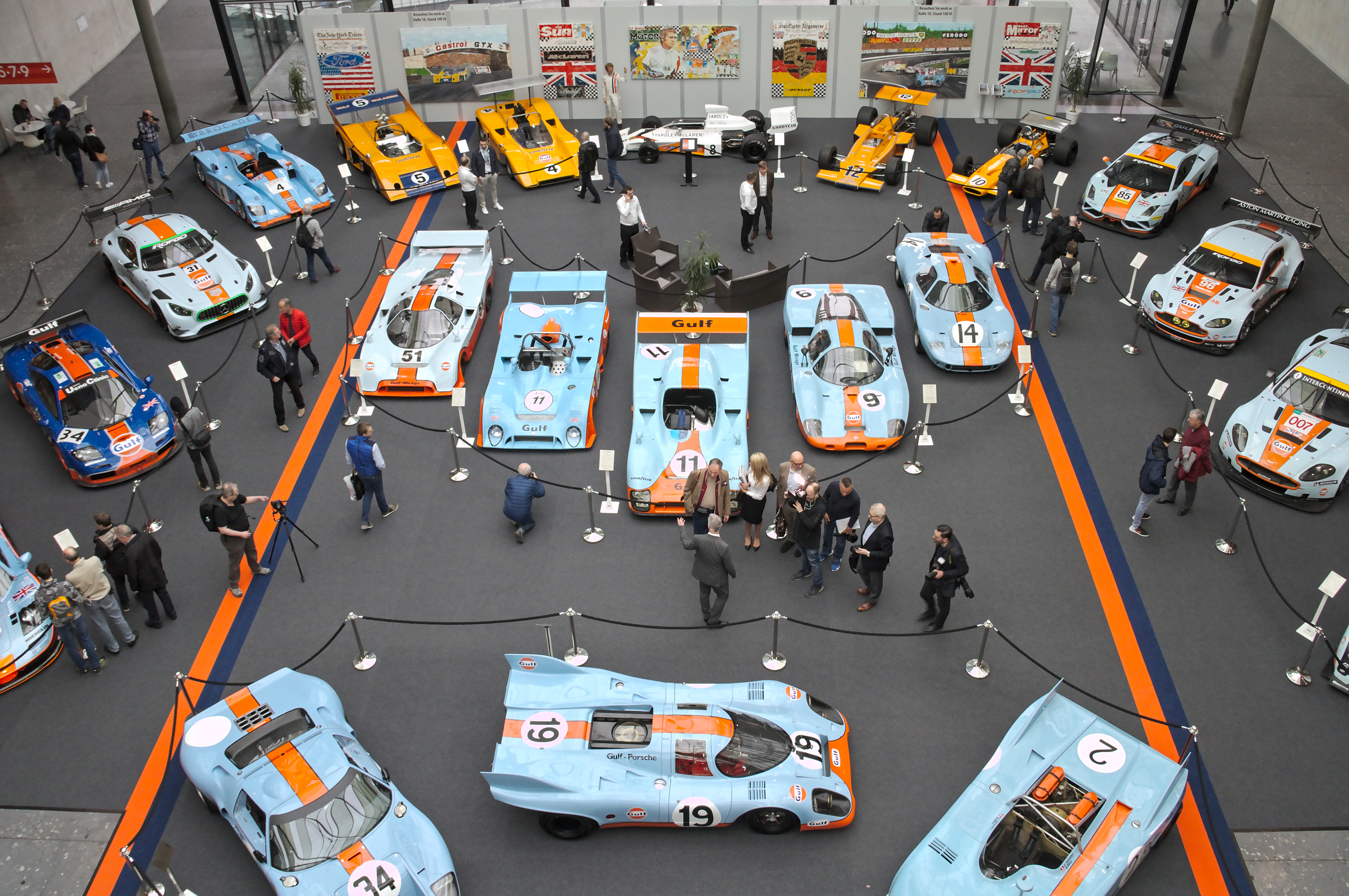
Sonderausstellung bei den Retro Classics 2020: Rofgo Gulf Heritage Collection

Bekannt war Gulf Oil durch das Engagement im Motorsport in den 1960er und 1970er Jahren. Rennwagen in der auffälligen hellblau-orangen Gulf-Oil-Lackierung gewannen mehrmals das 24-Stunden-Rennen von Le Mans. Gulf Oil hat 1972 in der Schweiz, zusammen mit Mövenpick, die Autobahnraststätte Würenlos eröffnet.

## Gegenwart
In den USA wird der Markenname durch die in Framingham ansässige Gulf Oil LP, eine Tochtergesellschaft des Einzelhändlers Cumberland Farms, verwertet. Außerhalb der Vereinigten Staaten sind die Namensrechte in den Händen von Gulf Oil International (GOI) und der indischen Hinduja-Gruppe. Seit den 1990er Jahren wurden besonders außerhalb der USA wieder viele neue Stationen eröffnet, so erfolgte 1997 der Einstieg in den niederländischen Markt.

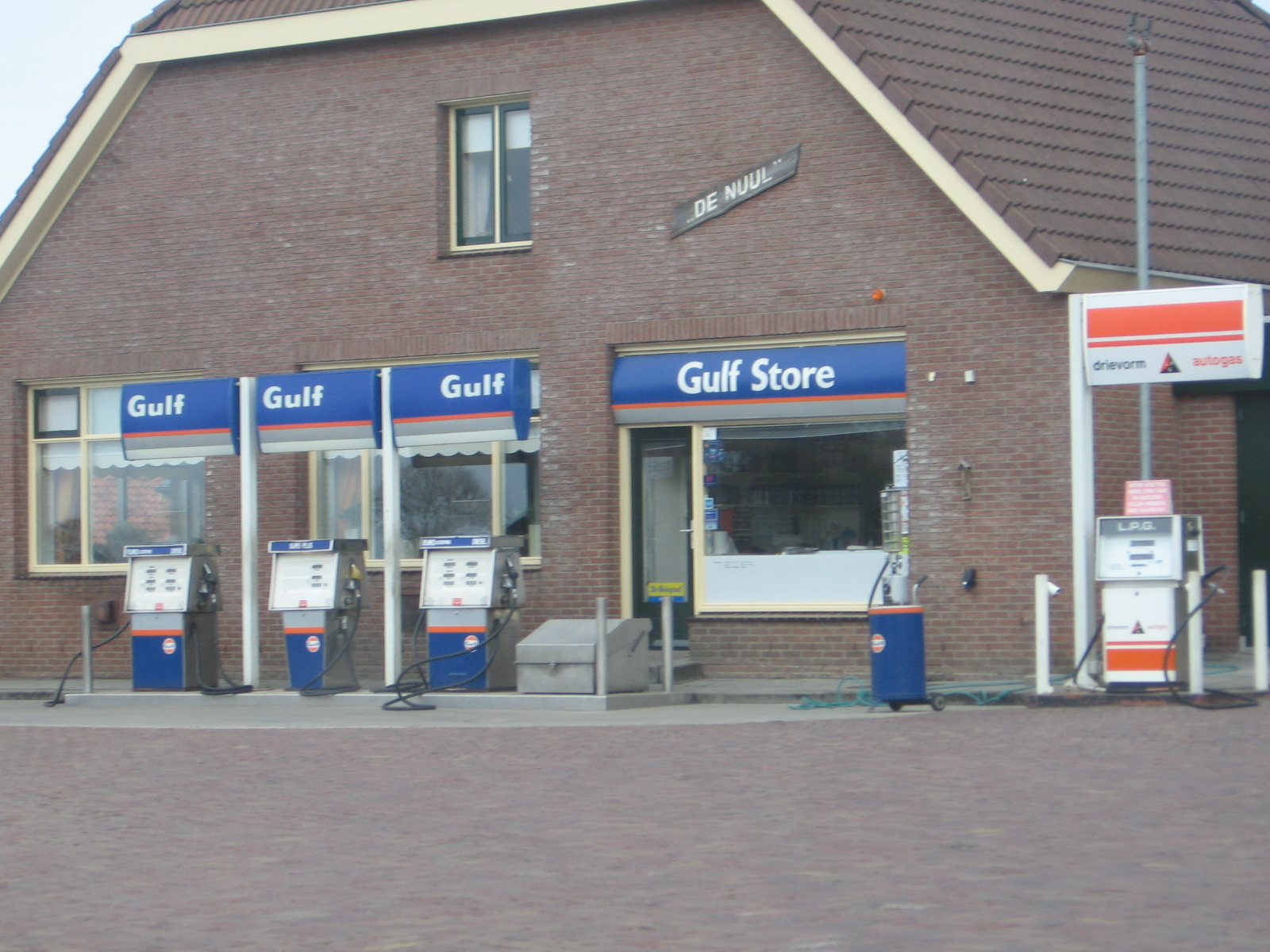
Gulf-Tankstelle in den Niederlanden
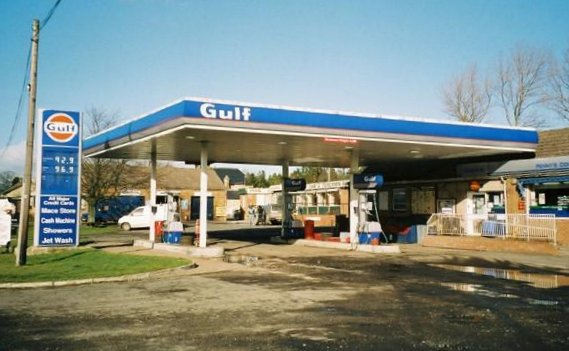
Tankstelle in England 2006

## Gulf Luxemburg
1999 wurde der Vertrieb der Gulf-Kraftstoffe und Öle, neben Frankreich und Belgien, auch in Luxemburg gewährt. Gulf liefert Heizöl und Diesel landesweit und hat seine Produktpalette um Schmierstoffe erweitert. Das Tankstellennetz wird kontinuierlich ausgebaut, so dass seit 2001 jedes Jahr etwa eine neue Tankstelle hinzugekommen ist. Mittlerweile gehört Gulf zum größten unabhängigen Mineralölkonzern in Luxemburg.